# SBH Royal Auto Gallery
La SBH Royal Auto Gallery est un des plus importants musées privés du monde de supercars d'exception, situé à Abou Dabi (Émirats arabes unis). Il a été fondé en 2004 par la famille royale, notamment l'émir Khalifa ben Zayed Al Nahyane.

## Historique
En 2004, ce musée est fondé sur le domaine royal du palais d'Abu Muraikha, près de la ville d'Abou Dabi, au nord de l'aéroport international d'Abou Dabi, avec vastes jardins, exploitation agricole, élevages privés de faucons, chameaux, gazelles…
La collection débute avec une BMW Alpina Roadster V8, puis s'enrichit avec le temps avec la plupart des supercars les plus exceptionnels, rares, spécifiques, et chers de la planète… Le musée privé ne se visite que sur invitation personnelle, et expose une trentaine de modèles de l'importante collection, avec une prédilection pour les Bugatti Veyron, Ferrari, Porsche, Rolls-Royce, Bentley, Mercedes-Benz…

## Quelques modèles de la collection
- Bugatti Veyron : Pur Sang, Sang Noir, Super Sport WRE, Vitesse WRC, Super Sport World Record Edition…
- BMW Alpina Roadster V8
- Aston Martin DB AR1, Aston Martin One-77...
- Ferrari SA Aperta, Ferrari F40, Ferrari F50, Ferrari Enzo, Ferrari LaFerrari, Ferrari Pininfarina Sergio Concept, Ferrari Monza SP1 et SP2…
- Porsche 997 Speedster, Porsche Carrera GT, Porsche 911 GT1, Porsche GT2 RS…
- Limousines de luxe, Formule 1, Vector W8, Bugatti EB110, Lamborghini Reventón, Lamborghini Centenario, McLaren P1, Maserati MC12, Jaguar XJ220…
- Mercedes-AMG, Mercedes-Benz SLR McLaren Stirling Moss, SL65 Black Series, Mercedes-Benz 300 SL Gullwing, Mercedes-Benz CLK GTR Roadster…
- Voir exposition de la galerie de supercars sur : www.sbhrag.com/en/gallery.php